# Percnon gibbesi
O Percnon gibbesi é um caranguejo bentônico encontrado em profundidades de 5 metros; vive sobre rochas ou escondido em outras cavidades. Suas larvas habitam o Plâncton marinho. Apresenta uma carapaça fina, mais alongada que larga. Distribui-se pela costa pacífica e atlântica das Américas; em ilhas isoladas do Atlântico e como espécie exótica no Mar Mediterrâneo. Encontra-se ameaçado pela degradação de seu habitat.